# Sociedade Esportiva Santa Inês
La Sociedade Esportiva Santa Inês est un club brésilien de football basé à Santa Inês dans l'État du Maranhão.